# 貝谷真孜
貝谷 真孜（眞孜、かいたに しんし、1877年（明治10年）10月12日 - 1937年（昭和12年）11月2日）は、日本の技術者、実業家、政治家。衆議院議員。旧姓・野田。

## 経歴
郡長、税務署長、細川家顧問などを務めた熊本県人・野田慶幸の三男として生まれる。1900年（明治33年）貝谷弥三の養子となり、その長女・多美と結婚し貝谷に改姓。
小学校を卒業後に上京し、1899年（明治32年）7月、東京鉄道学校鉄道建設科を卒業し、鉄道作業局建設部、東京市土木技手、熊本県飽託郡道路組合嘱託、同県水力電気調査助手、天草郡吏員を歴任。
1905年（明治38年）4月、三池炭鉱に入社し、工手長心得、工手長、鉱務技士心得、鉱務技士、建築技師、庶務事務員などを務め、1926年（大正15年）10月に退職した。
1927年（昭和2年）3月、野田卯太郎死去に伴う福岡県第7区の第15回衆議院議員総選挙補欠選挙に立候補して当選。1932年（昭和7年）2月の第18回総選挙でも福岡県第3区から出馬して当選し、衆議院議員を通算2期務めた。
その他、大牟田市会議員を務め、1930年（昭和5年）から熊本県球磨郡の深田銅山の経営を行い、1934年（昭和9年）新望銅山 (株) を設立して鉱山経営を続けた。

## 親族
- 三女 貝谷八百子（バレリーナ、本名:スミ子）[1][4]